# Falkland Islands and Dependencies Aerial Survey Expedition
Die Falkland Islands and Dependencies Aerial Survey Expedition (FIDASE) war eine Luftbildvermessung im Britischen Antarktis-Territorium, dem von Großbritannien beanspruchten Kolonialgebiet der Subantarktis und der Antarktischen Halbinsel, die in den antarktischen Sommern 1955–56 und 1956–57 durchgeführt wurde.
Finanziert durch das Colonial Office und organisiert von Peter Grey Mott (1913–1995) wurde die eigentliche Vermessung durch Hunting Aerosurveys Ltd. durchgeführt.  Als Basis diente Deception Island. Verwendet wurden die Oluf Sven, zwei Catalina-Flugboote und mehrere Helikopter.
Die Sammlung der gemachten Aufnahmen befindet sich beim British Antarctic Survey als United Kingdom Antarctic Mapping Centre. Sie besteht aus etwa 12.800 Bildern, die entlang einer Bodenspur von etwa 26.700 km aufgenommen wurden.